# 오가사촌
오가사촌(小笠村)은 시즈오카현 서부, 오가사군에 속했던 촌이다. 현재의 기쿠가와시에 해당한다.
현재의 키쿠가와시 남동부에 해당한다. 2005년까지 같은 군에 존재한 오가사정과는 다른 자치체이다.

## 역사
- 1940년 11월 1일 - 가와노촌, 아이쿠사촌이 합병해 성립하였다.
- 1954년 3월 31일 - 미나미야마촌, 히라타촌과 합병해, 오가사정이 성립하여, 동일 오가사촌은 폐지되었다.

## 참고 문헌
- 가도카와 일본 지명 대사전 22 静岡県